# Karl-Schwarzschild-Medaille
Die Karl-Schwarzschild-Medaille wird von der Astronomischen Gesellschaft jedes Jahr an Astronominnen oder Astronomen von hohem wissenschaftlichen Rang vergeben. Sie ist nach dem Astronomen Karl Schwarzschild benannt. Der Preisträger hält auf der Jahresversammlung der Gesellschaft eine Vorlesung, die in den Zeitschriften Astronomische Nachrichten und Reviews of Modern Astronomy veröffentlicht wird. Sie gilt als eine der höchsten Auszeichnungen in Astronomie in Deutschland und wird unabhängig von der Nationalität an Wissenschaftler aus dem In- und Ausland verliehen.

## Preisträger
Mit Titel des Vortrags:
- 1959: Martin Schwarzschild, Die Theorien des inneren Aufbaus der Sterne
- 1963: Charles Fehrenbach, Die Bestimmung der Radialgeschwindigkeiten mit dem Objektivprisma
- 1968: Maarten Schmidt, Quasi-stellar sources
- 1969: Bengt Strömgren, Quantitative Spektralklassifikation und ihre Anwendung auf Probleme der Entwicklung der Sterne und der Milchstraße
- 1971: Antony Hewish, Three years with pulsars
- 1972: Jan Oort, On the problem of the origin of spiral structure
- 1974: Cornelis de Jager, Dynamik von Sternatmosphären
- 1975: Lyman Spitzer, Interstellar matter research with the Copernicus satellite
- 1977: Wilhelm Becker, Die galaktische Struktur aus optischen Beobachtungen
- 1978: George Field, Intergalactic matter and the evolution of galaxies
- 1980: Ludwig Biermann, Dreißig Jahre Kometenforschung
- 1981: Bohdan Paczyński, Thick accretion disks around black holes
- 1982: Jean Delhaye, Die Bewegungen der Sterne und ihre Bedeutung in der galaktischen Astronomie
- 1983: Donald Lynden-Bell, Mysterious mass in local group galaxies
- 1984: Daniel Popper, Some problems in the determination of fundamental stellar parameters from binary stars
- 1985: Edwin Salpeter, Galactic fountains, planetary nebulae, and warm HI
- 1986: Subrahmanyan Chandrasekhar, The aesthetic base of the general theory of relativity
- 1987: Lodewijk Woltjer, The future of European astronomy
- 1989: Martin Rees, Is there a massive black hole in every galaxy
- 1990: Eugene N. Parker, Convection, spontaneous discontinuities, and stellar winds and X-ray emission
- 1992: Fred Hoyle, The synthesis of the light elements
- 1993: Raymond Wilson, Karl Schwarzschild and telescope optics
- 1994: Joachim Trümper, X-rays from Neutron Stars
- 1995: Hendrik Christoffel van de Hulst, Scaling laws in multiple light scattering under very small angles
- 1996: Kip Thorne, Gravitational Radiation – A New Window Onto the Universe
- 1997: Joseph Hooton Taylor, Jr., Binary Pulsars and Relativistic Gravity
- 1998: Peter A. Strittmatter, Steps to the LBT – and Beyond
- 1999: Jeremiah P. Ostriker, Historical Reflections on the Role of Numerical Modeling in Astrophysics
- 2000: Roger Penrose, The Schwarzschild Singularity: one Clue to Resolving the Quantum Measurement Paradox
- 2001: Keiichi Kodaira, Macro- and Microscopic Views of Nearby Galaxies
- 2002: Charles Hard Townes, The Behavior of Stars Observed by Infrared Interferometry
- 2003: Erika Böhm-Vitense, What Hyades F Stars tell us about Heating Mechanisms in the outer Stellar Atmospheres
- 2004: Riccardo Giacconi, The Dawn of X-Ray Astronomy
- 2005: Gustav Andreas Tammann, The Ups-and-Downs of the Hubble Constant
- 2007: Rudolf Kippenhahn, Als die Computer die Astronomie eroberten
- 2008: Rashid Sunyaev, The Richness and Beauty of the Physics of Cosmological Recombination
- 2009: Rolf-Peter Kudritzki, Dissecting galaxies with the brightest stars in the universe
- 2010: Michel Mayor, Exoplanets: The road to Earth twins
- 2011: Reinhard Genzel, The Massive Black Hole and Galaxies
- 2012: Sandra Moore Faber, Lambda-CDM Galaxy Formation: A 30-Year Status Report
- 2013: Karl-Heinz Rädler, Mean-field dynamos: the old and some recent developments
- 2014: Margaret Geller, HectoMAPping the Universe
- 2015: Immo Appenzeller, Astronomical technology – the past and the future
- 2016: Robert Williams, The Distant Universe Revealed by Hubble Space Telescope
- 2017: Richard Wielebinski, Cosmic magnetic fields
- 2018: Andrzej Udalski, The OGLE Sky Variability Survey
- 2019: Ewine van Dishoeck, Molecules from clouds to disks and planets
- 2020: Friedrich-Karl Thielemann, Origin of the Elements in the Universe
- 2021: Jocelyn Bell Burnell, Opening Time Domain Astrophysics
- 2022: Hans-Thomas Janka, Kernkollaps-Supernova-Mechanismus, explosive Nukleosynthese, Supernova-Neutrino-Physik
- 2023: Thomas Henning, Stern- und Planetenentstehung
- 2024: Anton Zensus, Radiointerferometrie mit sehr langen Basislinien
- 2025: Paola Caselli, Astrochemie und Sternentstehung[1]